# 高橋ミカ
高橋ミカ（たかはし みか、1971年10月21日 - ）は、エステティシャン。北海道出身、「ミッシィボーテ」主宰。
大手エステサロンを経て27歳で独立。2004年、白金に「ミッシィボーテ」を設立した（現在は南青山に移転）。

## 出演

### テレビ番組
- おネエ★MANS（日本テレビ）

美美美フォーアフター、10日間でキレイになる企画

### CM
- h&s（P&G）

## 著書
- 『毒素排出マッサージ』（2005年、ワニブックス）
- 『DVDde毒出しセルフマッサージ』（2005年、宝島社）
- 『高橋ミカの美肌姫』（2006年、主婦の友社）
- 『高橋ミカの美人の掟』（2006年、ワニブックス）
- 『4STEP毒素排出マッサージ』（2006年、講談社）
- 『高橋ミカの腸美人ダイエット』（2008年、幻冬舎）